# Henri Poincaré

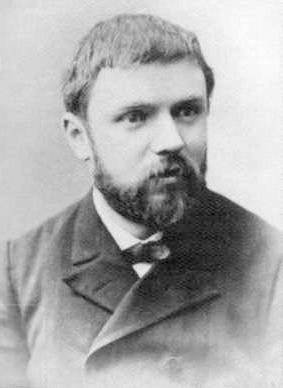
Henri Poincaré (1887)

Henri Poincarés Unterschrift

Jules Henri Poincaré [pwɛ̃kaˈʀe] (* 29. April 1854 in Nancy; † 17. Juli 1912 in Paris) war ein bedeutender französischer Mathematiker, theoretischer Physiker, theoretischer Astronom und Philosoph. Er galt in seiner Wirkungszeit ab 1880 bis zu seinem Tod und auch danach als einer der bedeutendsten Mathematiker, worin ihm zu seiner Zeit nur in Deutschland David Hilbert Konkurrenz machte, und zusätzlich noch als führender theoretischer Physiker und Astronom.

## Familie und Kindheit
Poincaré wurde als Sohn von Léon Poincaré (1828–1892), einem Professor für Medizin an der Universität Nancy, und dessen Frau Eugénie Launois (1830–1897) geboren, die aus einer wohlhabenden Familie in Arrancy-sur-Crusne an der Grenze zu Luxemburg stammte, wo die Familie ein großes Landgut hatte (heute Château Reny) und Poincaré häufig mit vielen Verwandten seine Ferien als Kind verbrachte. Zentrum des Haushalts dort war die Großmutter Lanois, die den Ruf hatte, beim Rechnen und im Kartenspiel unschlagbar zu sein. Sein Großvater väterlicherseits, Jacques-Nicolas (1794–1865), kam aus Lothringen, hatte eine Apotheke in Nancy und ein großes, noch heute existierendes Stadthaus an der Ecke der heutigen Rue de Guise (Hôtel de Martigny), in dem Henri Poincaré aufwuchs. Der Großvater befasste sich auch mit Botanik, die er seinen Enkeln näherbrachte. Poincaré hatte eine Schwester Aline (1856–1919), mit der er zeitlebens eng verbunden war. Sie heiratete später den Philosophen Émile Boutroux. Die Familie Poincaré (mit verschiedenen Schreibweisen, Poincaré bevorzugte die Aussprache nach der Namensform Pontcarré) war in Lothringen verbreitet und einflussreich, ein Cousin von Poincaré war der spätere französische Präsident Raymond Poincaré, und er war Cousin des ebenfalls Physikers und Generalinspekteurs der höheren Schulen Lucien Poincaré (1862–1920). Beide waren Söhne von Poincarés Onkel Antoni Poincaré (1829–1911), der Absolvent der Ecole Polytechnique und Bauingenieur war (Inspekteur der Brücken in Bar-le-Duc). Aus der mütterlichen Familie stammte unter anderem der Chemiker Albin Haller, ein Cousin und enger Freund von Poincaré. Die Familie Poincaré war katholisch.

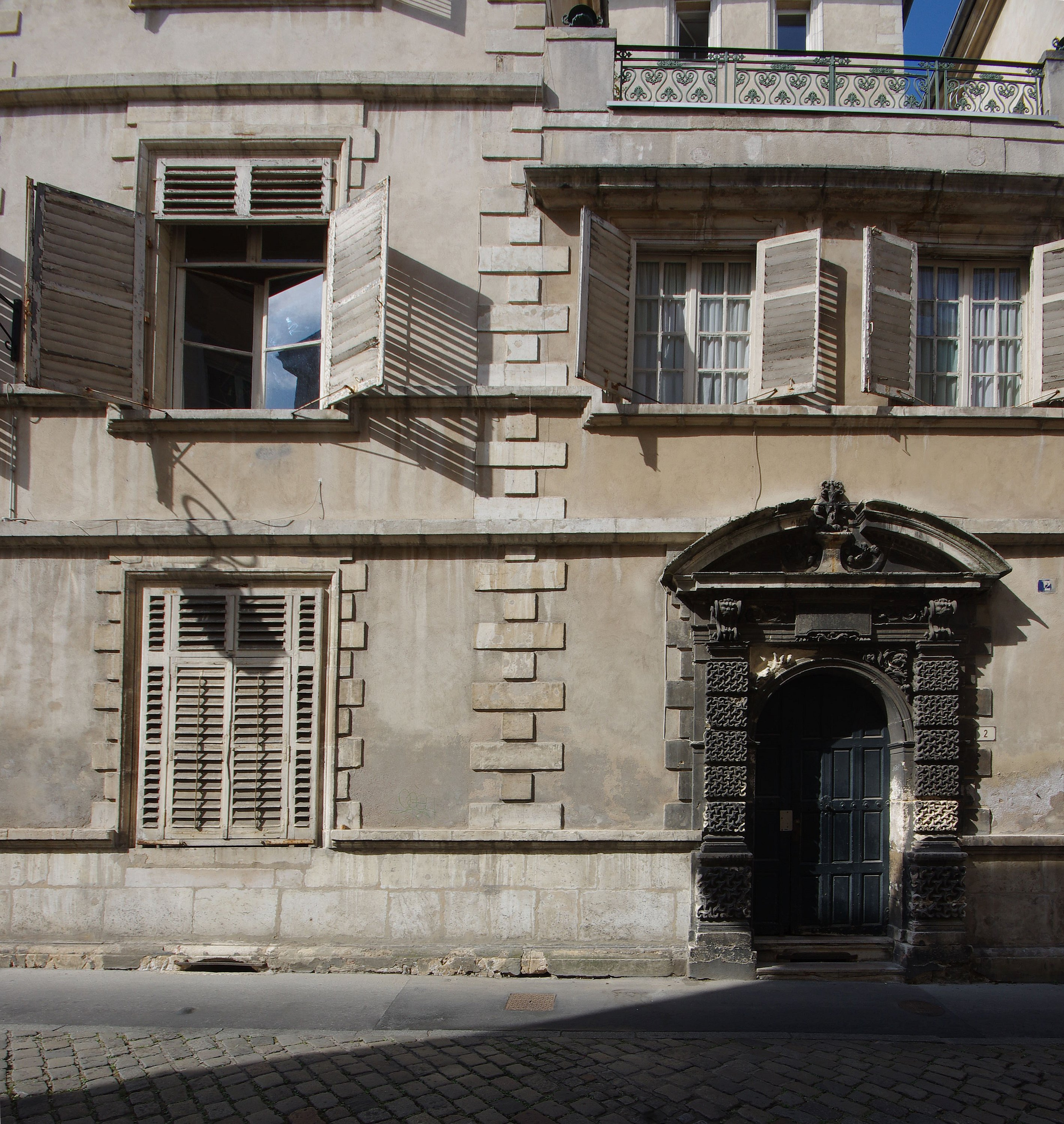
Geburtshaus in Nancy, Hôtel de Martigny

1859 erkrankte er lebensbedrohlich an Diphtherie. Er war danach einige Zeit gelähmt und hatte noch länger Probleme mit dem Sprechen. Poincaré wurde zuerst privat erzogen und ging ab 1862 auf die Schule. Poincaré war ein herausragender Schüler und hatte ein photographisches Gedächtnis. Er brauchte ein Buch nur einmal gelesen zu haben, um den Inhalt auf die Seitenzahl genau exakt wiedergeben zu können. 1865 reiste er mit seinen Eltern in die Vogesen, nach Köln und Frankfurt, zur Weltausstellung 1867 nach Paris, 1869 nach London und auf die Isle of Wight. Mit 14 Jahren fiel den Lehrern sein außergewöhnliches mathematisches Talent auf; er selbst wusste aber noch nicht, welchen Weg er einschlagen sollte. Er hatte weitgespannte Interessen, nicht nur in den Naturwissenschaften. Er hatte als Schüler ein Theaterstück über die Jungfrau von Orleans geschrieben, das er mit Schwester und Cousins aufführte, er lernte auch Klavier (mit wenig Erfolg) und war ein begeisterter Tänzer.
Im Deutsch-Französischen Krieg unterhielt der Vater eine Ambulanz in Nancy, in der ihm Henri Poincaré assistierte. Während der deutschen Besatzung war ein hoher Offizier in ihrem Haus einquartiert, was Poincaré zur Verbesserung seiner Deutschkenntnisse nutzte, die er auch nutzte, um sich politisch besser zu informieren. Der Krieg brachte viel Leid und Verbitterung in die Familie von Poincaré, insbesondere den Zweig in Arrancy. In Lothringen fürchtete man lange Zeit die Annexion durch das Deutsche Reich. Zu den Flüchtlingen, die in Nancy Unterschlupf suchten, gehörte auch der Elsässer Paul Appell, der mit Poincaré die Schule besuchte und ein enger Freund wurde. Während des Krieges bereitete er sich auf dem Lyzeum in Nancy auf den Abschluss des Bakkalaureats der Künste vor, die er im August 1871 mit guten Noten (in lateinischem Aufsatz sogar mit sehr gut) abschloss. Lobende Aufnahme fand ein Aufsatz von Poincaré über den Wiederaufstieg von Staaten, ein Thema, das damals viele Franzosen nach der Niederlage im Krieg von 1870/71 beschäftigte.
Sein Bakkalaureat in den Naturwissenschaften und Mathematik im November bestand er nur knapp, da er sich nicht ausreichend vorbereitet hatte. Danach begann er sich für das Eingangsexamen (Concours général) der Elitehochschulen in Paris vorzubereiten, wozu er ernsthaft mit dem Mathematikstudium begann. Er lernte aus den Analysis-Lehrbüchern von Jean Duhamel und denen der Geometrie von Michel Chasles. 1872 machte er noch in der Vorbereitungsklasse auf sich aufmerksam, als er eine schwere Mathematikaufgabe aus dem Eingangsexamen der Elitehochschule École polytechnique dieses Jahres lösen konnte. Das Ergebnis der Prüfungen für die École normale supérieure war nicht gut (er wurde Fünfter, sein Freund Appell Dritter), die für die Ecole Polytechnique liefen dagegen sowohl im Schriftlichen als auch im Mündlichen sehr gut, er erhielt einen ersten Platz. Am Tag seiner schriftlichen Prüfung herrschte Jubel in Nancy, da man von da an sicher wusste, dass keine Annexion stattfinden würde.
Poincaré war seit dem 20. April 1881 mit Louise Poulain d’Andecy (1857–1934) verheiratet, mit der er drei Töchter  und einen Sohn hatte.

## Studium und Zeit als Bergbauingenieur

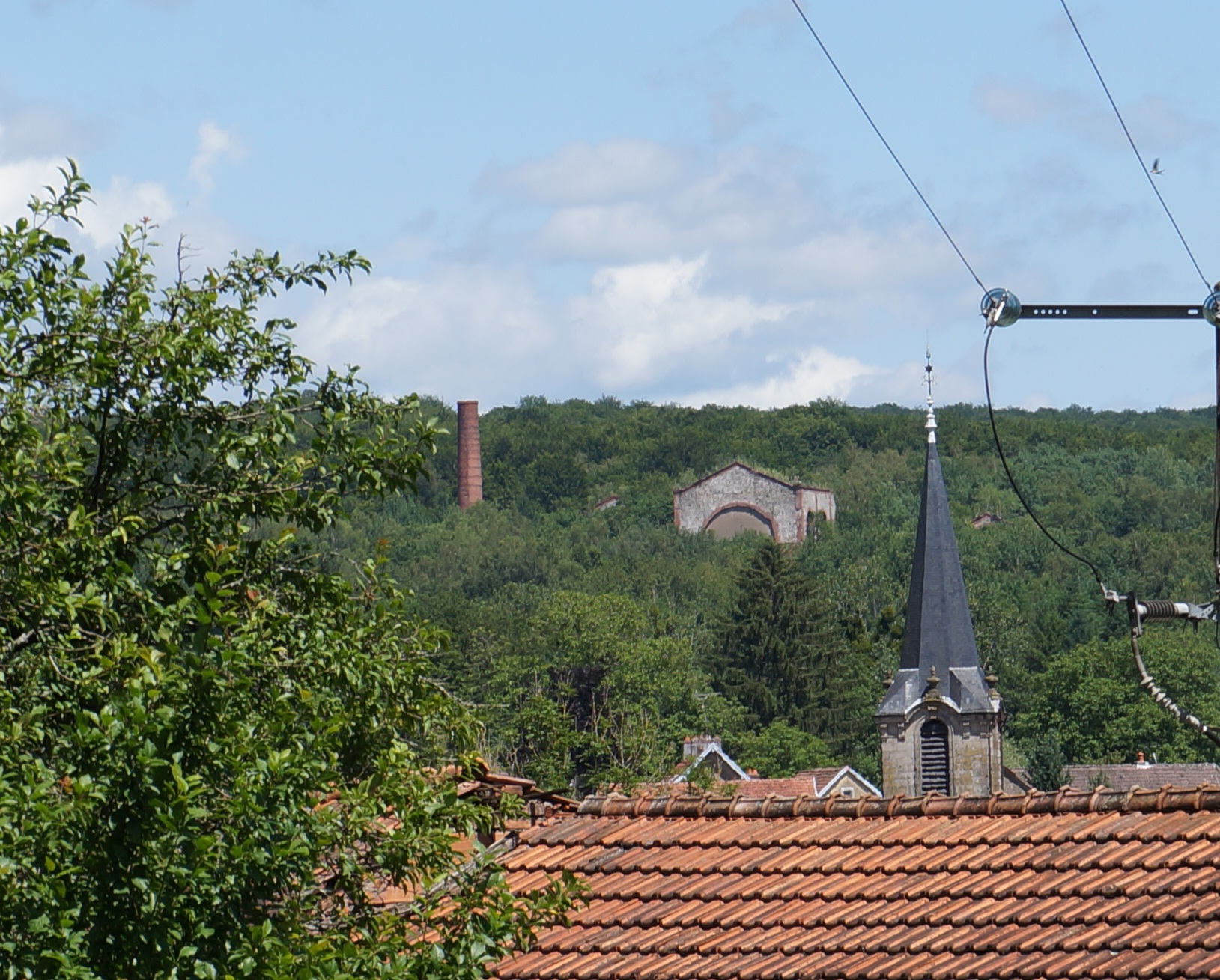
Kohlemine von Magny-Danigon im Hintergrund

Poincaré studierte ab 1873 Mathematik an der Elitehochschule École polytechnique, wo Charles Hermite, Edmond Laguerre, Pierre-Ossian Bonnet und Georges Henri Halphen, in der darstellenden Geometrie Amédée Mannheim, in der Mechanik Jean Résal, in der Chemie Edmond Frémy und in der Physik Alfred Cornu zu seinen Lehrern zählten. Er erzielte weiter gute Noten (außer in Darstellender Geometrie, da er schlecht zeichnete) und schloss 1875 als Zweitbester ab. Noch als Student veröffentlichte er 1874 seinen ersten wissenschaftlichen Aufsatz über Geometrie. Er setzte seine Studien an der École des Mines fort. Der Direktor, ein entfernter Verwandter, bestand darauf, dass er sich während des Studiums nicht mit Mathematik befasste. Poincaré hatte aber die Unterstützung von Bonnet und Jean-Claude Bouquet, so dass er 1876 auch die Mathematikprüfungen an der Sorbonne bestand. Während des Studiums an der Bergbauschule besuchte er 1876 Bergwerke und metallurgische Betriebe in Österreich und Ungarn und 1878 in Schweden und Norwegen. Beim Examen 1878 wurde er Dritter und arbeitete ab dem März 1879 zunächst als Bergbau-Ingenieur in Vesoul. Die Tätigkeit war gefährlich, und Poincaré untersuchte mit kriminalistischer Präzision die Ursachen eines Bergwerksunglücks in Magny-Danigon (Kohleminen von Ronchamp) am 1. September 1879, bei dem über zwanzig Bergleute starben. Noch während der Rettungsarbeiten untersuchte Poincaré die Grube. Er kam zu dem Schluss, dass ein Arbeiter unabsichtlich eine Grubenlampe mit einer Picke beschädigt hatte, was später die Explosion des Grubengases auslöste.

## Hochschullehrer für Mathematik, Astronomie und Physik
Seine Zeit als aktiver Bergbauingenieur war nur kurz. Formal blieb er aber Mitglied des Corps des Mines, wurde 1893 Chefingenieur und wurde sogar 1910 Generalinspekteur, was aber wahrscheinlich nur ein Ehrentitel war. Im Dezember 1879 wurde er Dozent für Mathematik an der Universität Caen (damals Faculté des Sciences). Er reichte 1878 seine Dissertation an der Sorbonne über ein Thema aus der Theorie partieller Differentialgleichungen ein, das auf den Arbeiten von Charles Briot und Jean-Claude Bouquet aufbaute. Gutachter waren Laguerre, Bonnet und Darboux, und die Promotion erfolgte 1879. Die Arbeit enthielt viel neues Material, das er später in einem großen Aufsatz über die qualitative Theorie der Differentialgleichungen von 1881 und über die von ihm (zum Ärger Felix Kleins) Fuchssche Funktionen genannten, automorphen Funktionen ausbaute.
Bereits zwei Jahre später wurde Poincaré 1881 zum Maître de conférences für mathematische Physik an die Sorbonne in Paris berufen. Zusätzlich war er 1883 bis 1897 Tutor an der Ecole Polytechnique. Im März 1885 wurde er Professor für Mechanik an der Sorbonne, wozu auch experimentelle Vorlesungen gehörten, was ihm weniger lag, da er nicht sehr geschickt bei der Vorführung der Experimente war. 1886 wurde er als Nachfolger von Gabriel Lippmann Professor für mathematische Physik und Wahrscheinlichkeit (Lippmann selbst wechselte zur experimentellen Physik). Das Vorlesungsthema wechselte er jährlich meist nach seiner aktuellen Forschungsrichtung, und viele der Vorlesungen wurden von seinen Studenten herausgegeben. Zu seinen Studenten zählten René Baire, Émile Borel, Louis Bachelier, Mihailo Petrović, Dimitrie Pompeiu und Jules Drach. 1896 wurde er als Nachfolger von Félix Tisserand Professor für mathematische Astronomie und Himmelsmechanik. Er hatte den Lehrstuhl bis zu seinem Tod 1912 inne.
Zusätzlich zu seiner Professur an der Sorbonne war er ab 1904 Professor für allgemeine Astronomie an der Ecole Polytechnique. Er war seit 1893 Mitglied und ab 1899 Chef des Bureau des Longitudes in Paris.
1887 wurde er Mitglied der Académie des sciences als Nachfolger von Laguerre. Am 5. März 1908 wurde er zum Mitglied der Académie française gewählt. Er nahm im französischen Wissenschaftsbetrieb eine herausragende Stellung ein und galt international als einer der führenden Mathematiker in den 1890er Jahren und zu Beginn des 20. Jahrhunderts. 1886 und 1900 war er Präsident der Société Mathématique de France. Er hatte zahlreiche Ehrendoktortitel und war Mitglied vieler ausländischer Akademien. Poincaré reiste gern, wobei ihn vor allem Sehenswürdigkeiten interessierten, die er noch nicht besucht hatte, und nahm an vielen internationalen Konferenzen teil. 1897 wurde er zu einem Vortrag auf dem ersten Internationalen Mathematikerkongress in Zürich eingeladen, konnte aber nicht teilnehmen (sein Vortrag war über die Verflechtung von Mathematik und theoretischer Physik). 1900 war er der Organisator des Internationalen Mathematikerkongresses in Paris. Sein Vortrag dort war über Intuition und Logik in der Mathematik. Ebenfalls 1900 erhielt er in London die Goldmedaille der Royal Astronomical Society. 1904 war er auf der Weltausstellung in St. Louis, wobei er die Gelegenheit nutzte und George William Hill besuchte, dessen Arbeiten über Himmelsmechanik ihn beeinflusste. 1908 reiste er zum Internationalen Mathematikerkongress nach Rom, erkrankte dort aber an der Prostata, so dass Gaston Darboux seinen Vortrag über die Zukunft der Mathematik halten musste (mit Abänderungen und starken Kürzungen enthalten in Science et Methode). In der Folge trank er nur Wasser und mied Bankette. 1905 reiste er nach Budapest, um den Bolyai-Preis entgegenzunehmen, und 1910 nochmals, um die Laudatio auf David Hilbert zu halten, der in diesem Jahr den Preis empfing. Im April 1909 hielt er Gastvorlesungen in Göttingen mit Mitteln des Wolfskehl-Preiskomitees und traf dort Felix Klein und Hilbert. Die Vorlesungen hielt er teilweise auf Deutsch, die Vorlesung über „neue Mechanik“ (Relativitätstheorie) hielt er auf Französisch. 1911 war er beim ersten Solvay-Kongress in Brüssel, wo er auch das erste und einzige Mal Albert Einstein traf (Thema des Kongresses war allerdings die Quantentheorie).
Einen besonders engen Kontakt hatte er mit Gösta Mittag-Leffler, mit dem er von 1881 bis 1911 in Briefwechsel stand. Mittag-Leffler war Herausgeber der Acta Mathematica (in denen Poincaré viel veröffentlichte), hatte sowohl zu deutschen wie zu französischen Mathematikern gute Beziehungen und vermittelte auch im Wissensaustausch zwischen beiden Ländern. Sie trafen sich zuerst 1882, als Mittag-Leffler auf Hochzeitsreise in Paris war, und auch die Ehefrauen verstanden sich gut. Poincaré besuchte Mittag-Leffler mehrfach in Schweden (so 1905). Mittag-Leffler unterstützte Poincaré beim Erhalt der Preisschrift von 1889 (siehe unten) und versuchte später, Poincaré den Nobelpreis zu sichern; man war dort aber anfangs gegenüber Theoretikern abweisend.
Poincaré arbeitete vornehmlich allein und hatte relativ wenige Forschungsstudenten, an die er zudem hohe Ansprüche stellte. Er konnte mitten in einem Gespräch oder auf einer Gesellschaft in Geistesabwesenheit verfallen und über mathematische Probleme nachdenken, und eine Unterhaltung mit ihm konnte sprunghaft sein. Schon als Student äußerte er sich häufig nur knapp, notierte in den Vorlesungen wenig und bevorzugte es wie auch beim Literaturstudium, die Ergebnisse selbst zu rekonstruieren. Meist durchdachte er ein Problem im Kopf, bevor er es niederschrieb (wobei ihn häufig mehrere Probleme zur selben Zeit beschäftigten), und mochte die mühsamen Korrekturarbeiten an einem Aufsatz nicht. War er seiner Meinung nach zu einer konzeptionellen Lösung gekommen, machte er sich häufig nicht die Mühe, Details auszuarbeiten, sondern ging ungeduldig zum nächsten Problem über. Er war in Konflikten nicht nachtragend und im Allgemeinen wohlmeinend, konnte aber durchaus konsequent seinen Standpunkt vertreten, wie der Briefwechsel mit Felix Klein zeigt, in dem dieser seine Sicht der Benennungen mathematischer Objekte durchsetzen wollte. In politischen Fragen war er Patriot, verschrieb sich aber keiner Partei, vertrat einen unabhängigen Standpunkt und setzte sich für Toleranz und gegen Vorurteile ein, so in einer Rede drei Wochen vor seinem Tod vor der französischen Gesellschaft für moralische Erziehung, in der er sich gegen Hass zwischen sozialen Gruppen einsetzte. Er konnte ironisch sein, doch nicht in wissenschaftlichen Fragen.
Seine Publikationstätigkeit umfasst mehr als 30 Bücher und viele wissenschaftliche Schriften. Er veröffentlichte auch populärwissenschaftliche Artikel, die in mehreren Bänden gesammelt wurden. Poincaré war mit Darboux und Appell Mitglied einer wissenschaftlichen Kommission der Academie des Sciences, die die Beweise in der Dreyfuß-Affäre vom wissenschaftlichen Standpunkt beurteilte (insbesondere die Handschriftenanalyse von Alphonse Bertillon, die Poincaré als unwissenschaftlich bezeichnete).

## Tod

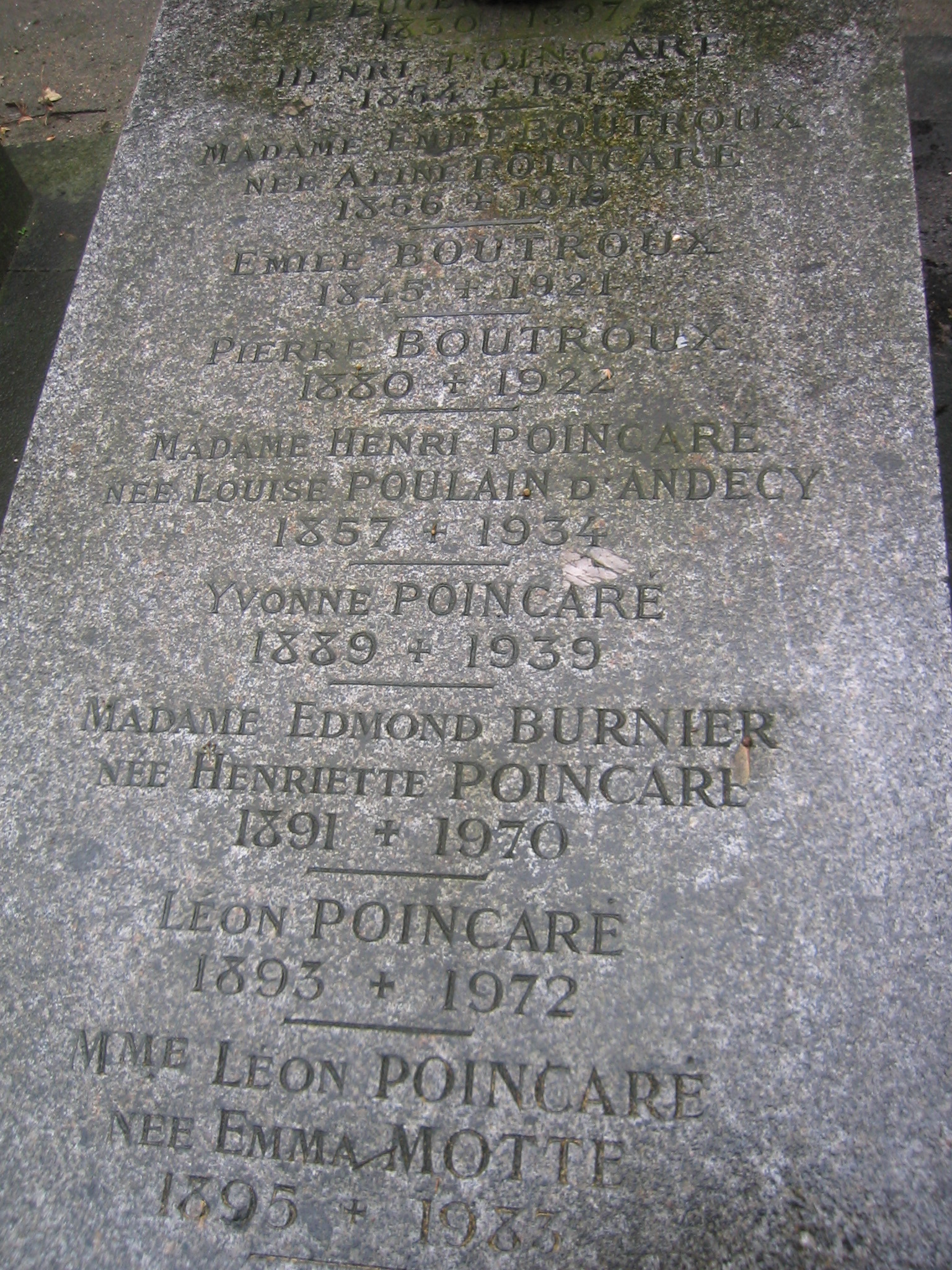
Familiengrab der Poincarés in Paris

Poincaré starb eine Woche nach einer Prostataoperation, die zunächst erfolgreich erschien, an einer Embolie. Sein Familiengrab ist im Cimetière Montparnasse in der Sektion 16 gleich neben dem Tor Rue Émile-Richard zu finden.

## Werk
Poincarés Werk zeichnet sich durch Vielfalt und hohe Originalität aus; seine außergewöhnliche mathematische Begabung war durch ein hohes Maß an Intuition gekennzeichnet. Auf mathematischem Gebiet entwickelte er die Theorie der automorphen Funktionen, die qualitative Theorie der Differentialgleichungen und gilt als Begründer der algebraischen Topologie. Weitere seiner Arbeitsgebiete in der Reinen Mathematik waren die algebraische Geometrie und die Zahlentheorie. Auch die Angewandte Mathematik profitierte von Poincarés Ideenreichtum. Auf dem Gebiet der Physik reichen seine Beiträge von Optik bis Elektrizität, von Quanten- bis Potentialtheorie, von Thermodynamik bis spezieller Relativitätstheorie, die er mitbegründete. Auf dem Gebiet der Erkenntnistheorie (Philosophie) leistete Poincaré u. a. mit seinem Werk Wissenschaft und Hypothese bedeutende Beiträge zum Verständnis der relativen Gültigkeit von Theorien. In seinem Buch stellt Poincaré verschiedene geometrische Systeme vor, die allesamt logisch kohärent sind, einander aber widersprechen. Welche davon zuträfen, entscheide nicht die Mathematik, sondern entschieden die Naturwissenschaften.

### Mathematik

#### Topologie
Poincaré gilt als Begründer der algebraischen Topologie. Er hat den Begriff der Fundamentalgruppe eingeführt und den in Enrico Bettis Werk ansatzweise enthaltenen Begriff der Homologie weiterentwickelt (wobei seine Methodik vor allem kombinatorischer Natur war und die algebraische Perspektive wenig ausgeprägt). Er gab eine Definition der Mannigfaltigkeit (allerdings nur eingebettet in einen euklidischen Raum) und formulierte für sie die Poincaré-Dualität. Für eine n-dimensionale kompakte, orientierte Mannigfaltigkeit besagt diese, dass die i-te Homologiegruppe isomorph ist zur (n-i)-ten Kohomologie. So wie er die meisten seiner topologischen Begriffe und Ergebnisse nicht rigoros formulierte, hat er auch diese nicht rigoros bewiesen.
Zu seinem algebraisch-topologischen Werk gehört auch die erst 2002 durch Grigori Perelman für drei Dimensionen bewiesene Poincaré-Vermutung (in den höherdimensionalen Fällen war sie schon vorher bewiesen worden). Wichtig ist ferner sein Werk über Differentialformen. Poincaré erkannte als Erster, dass man mit ihnen die De-Rham-Kohomologie definieren kann, die unter bestimmten Umständen isomorph ist zur singulären, doch konnte er dies nicht beweisen. Sein Œuvre enthält auch Ansätze zur Morse-Theorie und zur symplektischen Geometrie.
Insgesamt umfasst sein topologisches Werk 13 Fachartikel, von denen der bedeutendste der 1895 veröffentlichte Analysis Situs ist und dessen Komplemente.

#### n-Körper-Problem
Anlässlich seines 60. Geburtstags (des 21. Januar 1889) schrieb der schwedische König Oskar II., auf Anraten des Mathematikers Magnus Gösta Mittag-Leffler, einen Preis aus, der aus vier Einzelfragen bestand.
Die erste Frage behandelte das n-Körper-Problem.
Von der Beantwortung der Frage erhoffte man sich Einsichten über die Stabilität des Sonnensystems. Dieses Problem wurde als so schwierig angesehen, dass auch andere bedeutende Resultate der Himmelsmechanik akzeptiert wurden.
Das Preiskomitee bestand aus Gösta Mittag-Leffler, dem Editor der Acta Matematica, wo die Preisausschreibung veröffentlicht wurde, aus Charles Hermite und aus Karl Weierstraß.
Das zweite Problem betraf eine detaillierte Analyse der
Fuchsschen Theorie der Differentialgleichungen, das dritte erforderte Untersuchungen über nichtlineare Differentialgleichungen erster Ordnung, die von Charles Auguste Briot und Jean-Claude Bouquet betrachtet wurden, das letzte schließlich betraf die Untersuchung solcher algebraischer Beziehungen der Fuchsschen Funktion, die die gleiche automorphe Gruppe hatten.
Obwohl Poincaré schon bedeutende Beiträge zur Theorie der Fuchsschen Differentialgleichungen geliefert hatte, entschied er sich, die erste Frage zu untersuchen. Das n-Körper-Problem wurde wie folgt gestellt (die Formulierung stammte von Weierstraß):

„Für ein gegebenes System von n sich untereinander anziehenden Teilchen, die den Newtonschen Bewegungsgesetzen folgen, soll unter der Annahme, daß es zu keinem Zweierstoss kommt, eine allgemeine Lösung gefunden werden in Form einer Potenzreihe in den Zeit- und Raumkoordinaten, die für alle Werte der Zeit- und Raumkoordinaten gleichförmig konvergiert.“

Die Hoffnung, dass das Problem lösbar sei, wurde weiterhin damit begründet, dass Peter Gustav Lejeune Dirichlet kurz vor seinem Tod einem befreundeten Mathematiker mitgeteilt hätte, eine neue Integrationsmethode der Differentialgleichungen der Mechanik gefunden zu haben, mit der er auch die Stabilität des Planetensystems bewiesen habe. Falls sich das als zu schwierig erweisen sollte, könnte aber auch ein anderer Beitrag zur Mechanik ausgezeichnet werden. Noch 1885 kritisierte Leopold Kronecker, der kein Freund von Weierstraß war, die Preisvergabe: Die Frage über Fuchssche Differentialgleichungen sei, wie er selbst gezeigt habe, unlösbar; und der in der Preisfrage ungenannte Mathematiker, dem Dirichlet das angeblich anvertraut hätte, wäre er selber gewesen, und das Zitat sei falsch. Kronecker drohte zeitweise gegenüber Mittag-Leffler, an die Öffentlichkeit zu gehen, verfolgte dies dann aber nicht weiter.
Die Beiträge mussten vor dem ersten Juni 1888 eingehen. Der Beitrag des Preisgewinners sollte in den Acta veröffentlicht werden. Schließlich gingen zwölf Beiträge ein, von denen fünf das erste Problem behandelten und einer das dritte; die restlichen sechs hatten sich anderen Fragen der Himmelsmechanik gewidmet. Poincarés Beitrag, der mit 158 Seiten ungewöhnlich lang war, erfüllte nicht ganz die vorgeschriebenen Formalitäten, wurde aber trotzdem akzeptiert.

##### Komplikationen bei der Preisvergabe
Unter dem Preiskomitee setzte sich schnell die Einsicht durch, dass nur drei der zwölf Eingänge preiswürdig seien. Der von Poincaré, der von Paul Appell, wie Poincaré ein früherer Student von Hermite, sowie ein Beitrag aus Heidelberg. Poincaré hatte sich in seinem Beitrag auf die Untersuchung des eingeschränkten Dreikörperproblems konzentriert, bei dem zwei Körper großer Masse vorhanden sind und ein Körper so kleiner Masse, dass er die Bewegungen der beiden anderen nicht beeinflusst. Er vereinfachte das Problem sogar noch weiter auf Bewegung in einer Ebene und in Teilen seiner Untersuchung darauf, dass die beiden großen Massen sich auf einer Kreisbahn umeinander bewegen. In der Form reduzierte sich das Problem so auf die Behandlung eines Systems von vier gewöhnlichen Differentialgleichungen erster Ordnung in zwei Variablen mit periodischen Koeffizienten. Die von Poincaré entwickelten Methoden waren aber weit darüber hinaus anwendbar.
Obwohl sich das Komitee sehr wohl der Qualität des Poincaréschen Beitrages bewusst war, hatte es doch erhebliche Schwierigkeiten, alle Einzelheiten zu verstehen. Dies drückte Hermite freimütig in einem Brief an Mittag-Leffler aus:

„Man muß zugeben, daß in dieser Arbeit, wie auch in seinen übrigen Untersuchungen, Poincaré den Weg vorzeigt und Ideen vorgibt, aber dass er es anderen überlässt, die Lücken zu füllen und damit die Arbeit zu vollenden. Picard hat ihn oft nach Erklärungen und Ausführungen für seine Arbeiten in Comptes rendu gefragt, ohne dass er irgendeine Antwort bekam, außer, „das ist evident…“ So erscheint er wie ein Prophet, für den die Wahrheit offensichtlich ist, aber eben nur für ihn.“

Poincaré betrachtete zunächst formale Lösungen im Sinne von trigonometrischen Reihen und behauptete, dass sie divergent seien. Dann benutzte er seine geometrische Theorie der Differentialgleichungen, die er in den Jahren 1881–1886 im Journal de Mathématique entwickelt hatte, und behauptete, damit die Stabilität des eingeschränkten Dreikörperproblems beweisen zu können. Es folgte die Einführung von Integral-Invarianten, mit der er eine allgemeine Theorie von periodischen Lösungen gefunden zu haben glaubte. Außerdem beinhaltete die Arbeit ein Theorem über die Nichtexistenz gewisser algebraischer erster Integrale (Erhaltungsgrößen) des Dreikörperproblems – dies war eine Verallgemeinerung des Satzes von Bruns.
Da Weierstraß selbst an der Lösung des Dreikörperproblems in Form einer konvergenten Reihe arbeitete, war er insbesondere an Poincarés Behauptung zu deren Divergenz interessiert. Da ihn die Ausführungen von Poincaré zu diesem Punkt nicht überzeugten, entspann sich ein reger Briefwechsel. Insbesondere Mittag-Leffler suchte den direkten Kontakt zu Poincaré vor der offiziellen Preisvergabe, was nur auf Kosten seiner Unparteilichkeit möglich war. Poincaré schrieb eine Reihe von neun Kommentaren (die später in die endgültige gedruckte Version aufgenommen wurden). Der erste dieser Kommentare beschäftigte sich mit der Divergenz allgemeiner Störungsreihen; hierbei argumentierte Poincaré, dass diese Reihen divergent seien, da sonst das Problem integrabel sei. Das würde aber der Tatsache widersprechen, dass, wie Poincaré zeigte, die ersten Integrale des Problems keine algebraischen Integrale sind. Diese Argumentation war allerdings falsch, wie die späteren Arbeiten von Karl Sundman und Qiudong Wang zeigten.
Trotzdem setzte sich im Komitee die Einsicht durch, dass Poincarés Arbeit mit dem Preis auszuzeichnen war. Weierstraß übernahm die Aufgabe, einen Bericht über Poincarés Arbeit zu schreiben. Aufgrund Weierstraß’ angegriffener Gesundheit verzögerte sich aber dessen Anfertigung. Veröffentlicht wurde er nie.
Der König verkündete die Preisvergabe an Poincaré an seinem Geburtstag, dem 21. Januar 1889. Appell, dessen Preisschrift sich mit Abelschen Funktionen befasste, erhielt eine ehrenvolle Erwähnung. Die französische Presse feierte dies als Sieg der französischen Wissenschaft, und Poincaré und Appell wurden Ritter der Ehrenlegion.

##### Die Prioritätsfrage
Nach der Bekanntgabe des Preises entspann sich ein Prioritätsstreit mit dem Astronomen Hugo Gyldén, der ebenfalls Untersuchungen über das eingeschränkte Dreikörperproblem mit Hilfe von Störungsreihen angestellt hatte. Gylden behauptete (ohne das je zu beweisen) nun nicht nur, dass diese Reihen konvergierten, sondern auch, dass aus dieser Konvergenz die Stabilität des eingeschränkten Dreikörperproblems folgen sollte. Mittag-Leffler, der Poincaré verteidigte (und damit auch die Entscheidung des Preiskomitees), erbat sich wiederum von Poincaré Argumentationshilfen. Der Streit zog sich hin und flaute erst nach der Veröffentlichung von Poincarés endgültiger Version ab.

##### Der Fehler in der ersten Version: homokline Punkte
Die Veröffentlichung von Poincarés Beitrag, der schließlich mit dem Preis ausgezeichnet wurde, verzögerte sich bis November 1890. Als er veröffentlicht wurde, unterschied er sich deutlich von der Originalarbeit.
Poincaré betrachtete in seiner Vereinfachung des Dreikörperproblems ein Differentialgleichungssystem mit Gleichgewichtslösungen und periodischen Lösungen, wobei einige Lösungen zum Beispiel sich einer periodischen Lösung asymptotisch näherten (sie bildeten die stabile Mannigfaltigkeit), und andere, die anfangs nahe der periodischen Lösung waren, hingegen abgestoßen wurden (sie bildeten die instabile Mannigfaltigkeit). Stabile und instabile Mannigfaltigkeiten bezeichnete er als asymptotische Flächen. Auf diesen benutzte er konvergente Reihenlösungen, um die Lösungen für Zeiten {\displaystyle t\to \pm \infty } auf den stabilen und instabilen Mannigfaltigkeiten zu verfolgen, und er vermutete zuerst, dass sich stabile und instabile Mannigfaltigkeit zu einer Mannigfaltigkeit zusammenfügen, die heute als homoklin bezeichnet wird, ein Wort, das Poincaré zuerst in seinen späteren Vorlesungen über Himmelsmechanik benutzte. In diesem Fall hätte er eine zusammenhängende invariante Mannigfaltigkeit und damit eine Integrationsinvariante für die Lösung des Systems, was die Stabilität dieses Modells des Dreikörperproblems sichergestellt hätte.
Im Juli 1889 hatte Lars Phragmén, später Mitherausgeber der Acta, Poincaré um die Erklärung einiger unklarer Punkte gebeten. In seiner Antwort an Phragmén entdeckte Poincaré einen wesentlichen Fehler in seiner Arbeit, den er sofort Mittag-Leffler mitteilte. Poincaré hatte übersehen, dass der bei Störungen auftretende Schnitt homokliner Mannigfaltigkeiten bzw. Bahnen auch transversal sein kann. Die Dynamik wurde nun sehr kompliziert (homoklines Netzwerk, englisch: homoclinic tangle), und die Stabilität des Systems war nun nicht mehr garantiert. Genau genommen war dies das erste Beispiel von Chaos in einem dynamischen System. Poincaré war über seinen Fehler so erschüttert, dass er es Mittag-Leffler freistellte, den Preis zurückzuziehen. Mittag-Leffler war weiterhin von der Qualität der Poincaréschen Arbeit überzeugt, war aber auch sehr auf die Reputation des Preises und der der Acta sowie nicht zuletzt seine eigene Reputation bedacht.
Obwohl die entsprechende Ausgabe der Acta gedruckt, aber noch nicht ausgeliefert worden war, war eine kleine Zahl gedruckter Ausgaben schon verteilt worden. Mittag-Leffler drängte Poincaré zu absolutem Stillschweigen über diesen Fehler und verlangte, dass der Fehler in der endgültigen Version der Arbeit ausgebessert sein müsse. Er verlangte ferner, dass Poincaré für die Kosten der Neuauflage der Zeitschrift aufkommen solle. Poincaré stimmte dem ohne Vorbehalte zu, obwohl die Druckkosten von 3585 Kronen und 65 Öre das Preisgeld um mehr als 1000 Kronen überstiegen. (Das Jahresgehalt eines schwedischen Professors wie Mittag-Leffler entsprach etwa 7000 Kronen.) Mittag-Leffler arbeitete von nun an unermüdlich an der Schadensbegrenzung des Vorfalls. Zum einen tat er alles, um die schon ausgelieferten Exemplare zurückzuerhalten (was ihm auch gelang bis auf eines). Er überredete Phragmén, den Vorfall nicht öffentlich zu machen. Auf der anderen Seite erbat er von Poincaré ein Gutachten, mit dessen Hilfe Phragmén einen Lehrstuhl für Mechanik an der Universität von Stockholm erhielt und später zum Mitherausgeber der Acta aufstieg. Als Weierstraß von dem Fehler Kenntnis erhielt (den auch er übersehen hatte), wollte er diesen unbedingt in sein Schlussgutachten mit aufnehmen. Mittag-Leffler tat dann alles in seiner Macht Stehende, damit dieses Gutachten nicht veröffentlicht wurde, womit er auch Erfolg hatte.

##### Die endgültige Fassung der Poincaréschen Arbeit
Die endgültige Fassung seiner Abhandlung erschien in der Nummer 13 der Acta im Dezember 1890. In dieser Version gibt es keine Diskussion der Stabilität mehr. Die Betonung liegt vielmehr auf den Resultaten der periodischen, der asymptotischen und der doppelt asymptotischen Lösungen, ferner auf den Resultaten über die Nichtexistenz der ersten Integrale und der Divergenz der Lindstedt-Reihe. Die wohl interessanteste Änderung betrifft die asymptotischen Flächen. Poincaré zeigt, dass sie nicht geschlossen sein können, sondern dass sie sich in einer komplizierten Art und Weise unendlich oft schneiden. Dies war der Vorgeschmack auf das chaotische Verhalten der Lösungen.
Die volle Tragweite der Arbeit wurde damals nur von wenigen verstanden (darunter der junge Hermann Minkowski). Die Kritik von Astronomen wie Hugo Gyldén und Anders Lindstedt bezog sich im Wesentlichen auf astronomische Reihenentwicklungen.

##### Das Nachspiel
Zwei Jahre später veröffentlichte Poincaré sein monumentales Werk Les méthodes nouvelles de la mécanique céleste.  Dieses Werk ist zum größten Teil eine Ausarbeitung seiner Preisschrift. Im letzten Kapitel des dritten Teils betrachtet er doppelt asymptotische Lösungen. Wie oben erläutert, betrachtete er nichtperiodische Lösungen, die sich aber asymptotisch einer periodischen Lösung annäherten (asymptotische Flächen, aus heutiger Sicht homokline Bahnen zu einem hyperbolischen Fixpunkt mit stabilen und instabilen Mannigfaltigkeiten). Das entsprechend komplizierte Verhalten der Bahnen entsteht, wenn sich die stabilen und instabilen Kurven transversal in einem homoklinen Punkt schneiden. Das Verhalten des Flusses in der Nähe solcher homoklinen Bahnen wurde 1937 von George David Birkhoff untersucht und 1965 von Stephen Smale durch Vergleich mit seinen Hufeisen-Abbildungen erklärt.
Die Frage der Stabilität wurde teilweise durch das KAM-Theorem beantwortet. Hierbei wurde bewiesen, dass die Tori von integrablen Systemen (wie dem Zweikörperproblem) gegenüber beinahe allen Störungen stabil sind. Hierbei bedeutet beinahe, dass Störungen mit kommensurablen Frequenzen zu Instabilitäten führen, wie Poincaré sie beschrieb, während bei Störungen mit inkommensurablen Frequenzen invariante Tori im Phasenraum existieren. Die Existenz solcher stabiler Tori scheint ebenfalls von Poincaré vorausgeahnt worden zu sein.
Die Frage der Existenz von Lösungen, die durch konvergente Potenzreihen dargestellt werden können (die ursprüngliche Fragestellung des Preises), wurde für den Fall n=3 von Karl Sundman 1912 und für n>3 von Qiudong Wang 1990 bewiesen. Allerdings konvergierten die Reihen so langsam, dass sie praktisch nutzlos waren. Wang bezeichnete seine Lösung, die das Preisproblem formal löste, als trickreich, aber überraschend einfach und damit die ursprüngliche Formulierung des Preises als den eigentlichen mathematischen Fehler, und nannte die Preisvergabe an Poincaré aufgrund des sonstigen mathematischen Inhalts mehr als gerechtfertigt.

#### Sonstige Beiträge zur Mathematik
In der Mathematik hat er außerdem wichtige Beiträge zu der qualitativen Theorie der Differentialgleichungen, der Theorie analytischer Funktionen in mehreren komplexen Veränderlichen, der Theorie der automorphen Formen, der hyperbolischen und algebraischen Geometrie und der Zahlentheorie geliefert (was aber nur eine Auswahl seiner Beiträge darstellt).
Seine Arbeit über die qualitative Theorie gewöhnlicher Differentialgleichung von 1881/82 war ein wissenschaftlicher Meilenstein; darin führte er unter anderem Grenzzyklen ein (und bewies den Satz von Poincaré-Bendixson), klassifizierte Fixpunkte und führte die Poincaré-Abbildung ein. Bei der Untersuchung von dynamischen oder diskreten Systemen auf Fixpunkte und Stabilität zeigt sich die Poincaré-Abbildung als sehr nützlich und hilfreich. In der komplexen Dynamik ist die eng mit der Schröderschen Funktionalgleichung verwandte, 1890 eingeführte Poincarésche Funktionalgleichung bedeutsam, deren Lösungen auch Poincaréfunktionen genannt werden.
In der Zahlentheorie untersuchte er 1901 die Konstruktion der rationalen Punkte auf elliptischen Kurven mit der Tangenten-Sekanten-Methode (die bis auf Isaac Newton zurückgeht); insbesondere erkannte er (wohl als erster) auch die Gruppenstruktur der so erzeugten Punkte. Damit lieferte er wesentliche Anstöße für dieses heute noch sehr aktuelle zahlentheoretische Forschungsgebiet (arithmetische Geometrie).
In der Funktionentheorie bewies er – in intensiver Konkurrenz und in Briefkontakt (ab 1881) zu dem damals schon älteren Felix Klein, der aber aufgrund eines geistigen Zusammenbruchs wegen Überarbeitung den Wettstreit aufgeben musste – ein Uniformisierungstheorem für Riemannsche Flächen mit Hilfe der von ihm ausgebauten Theorie der automorphen Funktionen (die er mit seinen Poincaré-Reihen konstruierte). Dies verallgemeinert den Riemannschen Abbildungssatz auf Riemannsche Flächen höheren Geschlechts. Die Arbeiten von Poincaré und Klein aus den 1880er Jahren befriedigten aber zum Beispiel David Hilbert nicht, der das Problem der Uniformisierung 1900 als 22. Problem in die Liste seiner Mathematischen Probleme aufnahm – befriedigendere Lösungen gaben dann 1907 Poincaré selbst und Paul Koebe. Von vielen Zeitgenossen wurde Poincarés Beitrag zur Theorie automorpher Funktionen Ende des 19. Jahrhunderts als sein bedeutendster Beitrag zur Mathematik angesehen. Überwiegend publizierte er dazu 1881 bis 1884, zunächst angeregt durch einen Aufsatz von Lazarus Fuchs und einen Briefwechsel mit Fuchs (der damals in Heidelberg lehrte). Fuchs untersuchte in den 1860er Jahren Lösungen einer Differentialgleichung 2. Ordnung im Komplexen mit nur regulären Singularitäten (siehe Fuchssche Differentialgleichung, ein Beispiel für diese ist die Hypergeometrische Differentialgleichung), und Poincaré drückte sie durch wie er sie nannte Fuchssche (automorphe) Funktionen aus. Später erinnerte er sich an einen entscheidenden Geistesblitz, der ihm in Caen während einer geologischen Exkursion kam, als er gerade einen Pferdeomnibus bestieg: Die Transformationen, die er zur Definition Fuchsscher Funktionen benutzte, waren dieselben wie in der nichteuklidischen (hyperbolischen) Geometrie (Poincarésches Halbebenenmodell der hyperbolischen Geometrie). Der Name Fuchssche Funktion für automorphe Funktionen setzte sich am Ende im Übrigen nicht durch, auch wenn sie manchmal noch so genannt werden. Klein hatte Poincaré zu Recht darauf hingewiesen, dass diese schon vorher von Hermann Amandus Schwarz und Klein selbst behandelt worden waren, während Fuchs darüber nichts veröffentlicht hatte, drang aber bei Poincaré nicht durch, der mit der Benennung seine Dankbarkeit für Fuchs zeigen wollte. Auch die Benennung einer anderen Funktionsfamilie nach Klein war für diesen eher irritierend und Zeugnis mangelnder Literaturkenntnis (Poincarés Bezeichnung Fuchssche Gruppe blieb aber bis heute gültig). Der Ton blieb aber höflich und achtungsvoll (auch wenn der Briefwechsel nur bis 1882 andauerte), und Poincaré steuerte eine Übersicht über seine Ergebnisse für Felix Kleins Mathematische Annalen bei, mit einer anschließenden Darstellung der Ansichten Kleins.

### Physik und Astronomie

#### Relativitätstheorie
Poincaré wandte sich gegen Ende des 19. Jahrhunderts zunehmend der mathematischen Physik zu. Er hat im Rahmen der Elektrodynamik bewegter Körper die spezielle Relativitätstheorie (1900–1905) in vielen Punkten vorweggenommen. Poincaré erkannte die Schwierigkeiten der klassischen Physik, deren Aufhebung später in die spezielle Relativitätstheorie mündeten. Doch anders als Albert Einstein wollte der pragmatischere Poincaré die alte Mechanik nicht umstoßen, sondern umbauen.
- Poincaré war ab 1895 der Meinung, dass es unmöglich sei, jemals den Äther zu entdecken bzw. eine absolute Bewegung nachzuweisen. 1900 gebrauchte er die Ausdrücke „Prinzip der relativen Bewegung“ und 1904 den Ausdruck „Prinzip der Relativität“ und definierte dies so, dass die Gesetze der physikalischen Vorgänge für einen feststehenden Beobachter die gleichen sein sollen wie für einen in gleichförmiger Translation fortbewegten, so dass wir gar keine Mittel haben oder haben können, zu unterscheiden, ob wir in einer derartigen Bewegung begriffen sind oder nicht. 1905 sprach er dann vom „Postulat der vollständigen Unmöglichkeit der Bestimmung einer absoluten Bewegung“; 1906 führte er den Begriff „Postulat der Relativität“ ein. Trotz dieser Begrifflichkeiten blieb Poincaré aber dabei, dass ein Äther als Lichtmedium notwendig sei, der jedoch aufgrund des Relativitätsprinzips nicht erkennbar sei.[35]
- Poincaré hielt ab 1898 den Begriff einer „absoluten Zeit“ und einer „absoluten Gleichzeitigkeit“ für sinnlos. Darauf aufbauend erklärte er 1900 die von Hendrik Antoon Lorentz eingeführte mathematische Hilfsvariable der „Ortszeit“ als Folge eines Signalaustausches mit Licht, dessen konstante und absolute Geschwindigkeit er bei dieser Gelegenheit postulierte. Das führte seiner Meinung nach dazu, dass in einem bewegten System als synchron angenommene Uhren aus Sicht eines im Äther ruhenden Systems nicht mehr synchron sind, was praktisch zur Relativität der Gleichzeitigkeit führt. Da er jedoch am Äthergedanken festhielt, war es seiner Meinung nach bequemer, die Zeit der im Äther ruhenden Uhren als die „wahre“ Zeit zu bezeichnen.[36][37]
- Er vereinfachte 1905 die Schreibweise der von Joseph Larmor und Lorentz eingeführten Transformationsgleichungen, die er als Lorentz-Transformation benannte. Durch Zugrundelegung des Relativitätsprinzips erkannte Poincaré dabei ihre Gruppeneigenschaft, aus der sich die vollkommene mathematische Gleichberechtigung der Bezugssysteme ergibt, und prägte den Namen Lorentz-Gruppe. Er konnte auch die Lorentzkovarianz der Maxwell-Lorentz-Gleichungen vollständig demonstrieren.[38]
- Als erster Wissenschaftler erwog er 1905/6 die Möglichkeit, dass die Lorentztransformation „eine Rotation in einem vierdimensionalen Raum“ darstelle, wobei er die drei Raumdimensionen um die Zeitkoordinate {\displaystyle ct{\sqrt {-1}}} auf vier zum Raum-Zeit-Kontinuum erweiterte und dabei Vierervektoren einführte. Allerdings nahm er davon wieder Abstand, weil drei „besser konvenierten“.[39]
- Bereits 1900 erkannte er, dass sich aufgrund von actio und reactio die elektromagnetische Energie wie ein „fiktives“ Fluid mit der Masse {\displaystyle m=E/c^{2}} verhält, wodurch die Bewegung des Schwerpunktsystems gleichförmig bleibt. Poincaré gelangte jedoch nicht zur vollständigen Äquivalenz von Masse und Energie Einsteins, da er nicht erkannte, dass ein Körper bei der Emission bzw. Absorption von Energie an Masse verliert bzw. gewinnt. Eine Anwendung einer frühen Form der Lorentz-Transformation führte Poincaré deshalb zu einem Strahlungsparadoxon: Ein Wechsel des Bezugssystems führt nämlich dazu, dass die Impulserhaltung nicht erfüllt ist, wodurch nicht nur ein Perpetuum mobile möglich ist, sondern auch das Relativitätsprinzip verletzt wird.[37] Nimmt man jedoch mit Einstein an, dass Körper an Masse verlieren oder gewinnen können, verschwindet das Paradoxon. 1904 distanzierte sich Poincaré jedoch wieder von der Vorstellung, dass elektromagnetische Strahlung mit Masse in Verbindung gebracht werden könne.[35]
- Ursprünglich (1904) war Poincaré sich über eine augenblickliche Wirkung der Gravitation nicht sicher.[35] Später (1905/1906) kam er jedoch zu der Überzeugung, dass ein Lorentz-invariantes Gravitationsgesetz mit einer maximalen Ausbreitungsgeschwindigkeit von Gravitation mit Lichtgeschwindigkeit möglich sei.[38][39]

##### Poincaré und Einstein
Einstein kannte Poincarés einschlägige Arbeiten zum Teil; ob er sie vor 1905 gelesen hat, ist unklar. Auf jeden Fall hatte er Kenntnis von „Wissenschaft und Hypothese“ – und damit von den Grundzügen der Ideen Poincarés zur Absolutheit respektive Relativität der Zeit. Denn die deutsche Ausgabe enthielt Auszüge von „La mesure du temps“ (Das Maß der Zeit, 1898). In seinen wissenschaftlichen Schriften bezieht sich Einstein auf Poincaré im Zusammenhang mit der Masse-Energie-Äquivalenz (1906) und würdigte insbesondere einige Betrachtungen Poincarés zur nichteuklidischen Geometrie (1921). Er würdigte jedoch nicht dessen Beiträge zur Lorentztransformation, zur Synchronisierung von Uhren oder zum Relativitätsprinzip. Erst 1953 und 1955 erwähnte er Poincaré im Zusammenhang mit seinen Beiträgen zur Relativitätstheorie:

„1953: Hoffentlich wird dafür gesorgt, daß die Verdienste von H.A. Lorentz und H. Poincaré bei dieser Gelegenheit ebenfalls sachgemäß gewürdigt werden.“
„1955: Es ist zweifellos, dass die spezielle Relativitätstheorie, wenn wir ihre Entwicklung rückschauend betrachten, im Jahre 1905 reif zur Entdeckung war. Lorentz hatte schon erkannt, dass für die Analyse der maxwellschen Gleichungen die später nach ihm benannte Transformation wesentlich sei, und Poincaré hat diese Erkenntnis noch vertieft. Was mich betrifft, so kannte ich nur Lorentz' bedeutendes Werk von 1895 ‚La theorie électromagnétique de Maxwell‘ und ‚Versuch einer Theorie der elektrischen und optischen Erscheinungen bewegten Körpern‘, aber nicht Lorentz' spätere Arbeiten, und auch nicht die daran anschließende Untersuchung von Poincaré. In diesem Sinne war meine Arbeit von 1905 selbständig.“

Umgekehrt ignorierte auch Poincaré bis zu seinem Tode (1912) die Leistungen Einsteins zur speziellen Relativitätstheorie und würdigte ausschließlich die Arbeiten von Lorentz.
Begegnet sind sich die beiden nur einmal, auf dem ersten Solvay-Kongress 1911 in Brüssel. Dabei kam es zwischen den beiden zu Differenzen bei ihren Anschauungen zur Quantentheorie, worauf Einstein in einem Brief an Heinrich Zangger anspielte:

„Poinkare [sic] war einfach allgemein ablehnend, zeigte aber bei allem Scharfsinn wenig Verständnis fur die Situation.“

Kurz darauf schrieb Poincaré folgende Empfehlung an Pierre-Ernest Weiss für ein Engagement Einsteins an der ETH Zürich, wo er einerseits große Anerkennung, andererseits aber auch einige Vorbehalte äußerte:

„Einstein ist einer der originellsten Köpfe, die ich je kennen gelernt habe; trotz seiner Jugend nimmt er bereits einen sehr ehrwürdigen Rang unter den führenden Gelehrten seiner Zeit ein. Was wir vor allem an ihm bewundern müssen, ist die Leichtigkeit, mit der er sich auf neue Konzepte einstellt und die fälligen Konsequenzen daraus zieht. Er bleibt keinen klassischen Prinzipien verhaftet und erfasst angesichts eines physikalischen Problems prompt alle sich eröffnenden Möglichkeiten. Das übersetzt sich in seinem Kopf sofort in die Voraussage neuer Phänomene, die eines Tages experimentell nachweisbar sein müssten. Ich will nicht sagen, dass alle diese Prognosen die experimentelle Prüfung bestehen werden, wenn diese Prüfung einmal möglich sein wird. Da er in alle Richtungen forscht, muss man im Gegenteil damit rechnen, dass die Mehrzahl der von ihm eingeschlagenen Wege Sackgassen sein werden; allerdings darf man zugleich hoffen, dass eine der von ihm aufgewiesenen Richtungen die richtige sein wird, und das genügt. Man muss einfach so vorgehen. Die Aufgabe der mathematischen Physik besteht darin, richtige Fragen zu stellen, und nur das Experiment kann sie lösen. Die Zukunft wird den Wert Einsteins immer deutlicher erweisen, und die Universität, der es gelingt, diesen jungen Mann für sich zu gewinnen, kann sicher sein, damit höchste Ehre einzulegen.“

Hermann Minkowski (1907) benutzte ähnliche Ideen wie Poincaré zu seiner Raum-Zeit-Konstruktion im Rahmen seines Beitrags zur Relativitätstheorie. Im Vergleich zu Poincaré entwickelte er diesen Ansatz jedoch entscheidend weiter.
Wobei Minkowski in diesem Zusammenhang zwar Poincarés Gravitationsauffassung, nicht jedoch dessen Überlegungen zum vierdimensionalen Raum erwähnt. In seinem bekannten Werk Raum und Zeit erwähnt er Poincaré überhaupt nicht.

#### Chaotische Bahnen
Astronomen verbinden mit dem Namen Henri Poincaré vor allem seine Beiträge zur Himmelsmechanik. Poincaré entdeckte wie oben erläutert das deterministische Chaos bei der Analyse der Stabilität des Sonnensystems – einem heute topaktuellen Thema. Die Diskussion um Determinismus und Vorhersagbarkeit fasste er in seinem Buch „Wissenschaft und Methode“ (1912) zusammen. Damals herrschte in der Naturwissenschaft eine mechanistische Weltsicht. In seinem Buch schreibt er:

„Wenn wir die Gesetze der Natur und den Anfangszustand exakt kennen würden, so könnten wir den Zustand des Universums zu jedem weiteren Zeitpunkt vorhersagen. Aber selbst wenn die Naturgesetze keine Geheimnisse mehr vor uns hätten, so könnten wir die Anfangsbedingungen doch nur genähert bestimmen. Wenn uns dies erlaubt, die folgenden Zustände mit der gleichen Näherung anzugeben, so sagen wir, dass das Verhalten vorhergesagt wurde, dass es Gesetzmäßigkeiten folgt. Aber das ist nicht immer der Fall: Es kann vorkommen, dass kleine Unterschiede in den Anfangsbedingungen große im Ergebnis zur Folge haben […, eine] Vorhersage wird unmöglich, und wir haben ein zufälliges Phänomen.“

Heute weiß man, dass auch das System der Planeten und kleineren Himmelskörper im Sonnensystem auf lange Sicht zu chaotischem Verhalten neigt, wie umfangreiche Simulationsrechnungen zum Beispiel von Jacques Laskar, Jack Wisdom und Gerald Jay Sussman zeigten. Während die sich daraus ergebenen Gefahren meist in ferner Zukunft liegen, ist solches Verhalten bei nahe der Erdbahn verlaufenden Asteroiden eine potentielle Gefahr. Diese können „plötzlich“ wegdriften oder ebenso „plötzlich“ zu erdnahen Asteroiden werden. Ende der 1990er Jahre errechnete der Wiener Astronom Rudolf Dvorak, dass der bekannte Kleinplanet Eros nach 20 Jahrmillionen auf relativ stabiler Bahn durch chaotisch wirkende Bahnstörungen in die Sonne stürzen wird.

### Ingenieurwissenschaften und Geodäsie
Poincaré, der in der Tradition der „polytechniciens“ zwischen abstrakter Wissenschaft und konkreten Anwendungen pendelte, war der Grandseigneur der französischen Ingenieur-Gelehrten. Er organisierte Vermessungsexpeditionen nach Peru und setzte sich für die Erhaltung des Eiffelturms als Funkturm ein. Erfolglos war Poincaré aber nur, als sein „Bureau des Longitudes“ versuchte, die Einheiten der Zeit zu metrisieren. Er wirkte an der World Time Conference 1884 mit, wo es um die Festlegung eines Nullmeridians und Zeitmessung sowie Zeitsynchronisation ging. War man Frankreich bei der Meterkonvention 1875 für ein universelles Längenmaß noch gefolgt, verlief der Nullmeridian nun durch Greenwich – eine diplomatische Niederlage – und es blieben die „unmetrischen“ Einheiten von 24 Stunden und sechzig Minuten bzw. Sekunden bestehen. 1897 unterbreitete Poincaré einen weiteren Vorschlag zur Dezimalisierung der Zeit bei Festhalten am 24-Stunden-Tag und zu einer 400-Grad-Einteilung des Kreises; seines Erachtens den Forderungen der Zweckmäßigkeit, Konventionalität und Kontinuität Rechnung tragend und somit weniger radikal als etwa Diskussionsbeiträge seines Zeitgenossen Alfred Cornu. 1900 scheiterten seine Bemühungen jedoch politisch endgültig. Auch statt einer Weltzeit einigte man sich auf den (amerikanischen) Kompromiss von Zeitzonen.
Mit dem Problem der Zeit befasste sich Poincaré (wie auch Einstein) um die Jahrhundertwende nicht nur physikalisch-philosophisch, sondern auch aus technischer Perspektive. Die nationale und internationale Synchronisation der wichtigsten Zeitdienste, die bisher auf gemeinsamer Beobachtung astronomischer Ereignisse beruhte, sollte nun durch Austausch telegrafischer Signale erfolgen. Die internationale Synchronisation, verwirklicht ab etwa 1950 durch weltweite Verbreitung von UTC-Funksignalen, verdankt Poincaré eine wichtige Initialzündung. Unmittelbar von Poincaré initiiert wurde ein Zeitkoordinationssystem mittels einer am Pariser Eiffelturm als Zentrum installierten Anlage. Das Global Positioning System ist heute nach der gleichen Logik organisiert.

### Erkenntnistheorie und Grundlagen der Mathematik
Poincaré, der sich ab etwa 1900 intensiv mit Philosophie befasste (er hielt auf dem Internationalen Mathematikerkongress 1900 in Paris einen Vortrag über Intuition und Logik), geht von der Erkenntnistheorie Immanuel Kants aus und verteidigt dessen Postulat synthetischer a priori Urteile. Im Gegensatz zu Kant sah er allerdings nicht die euklidische Geometrie des Raums als Basis (die Wahl der Geometrie wird stattdessen aus der Erfahrung getroffen) und statt der Zeit als weiterer Basis argumentierte er für die Intuition basierend auf der unbeschränkten Wiederholung (Prinzip der vollständigen Induktion) aus der Zahlentheorie als Grundlage der Mathematik. Diese geht somit über ein rein formales logisches System (das letzten Endes einer Tautologie entsprechen würde) hinaus. Statt des euklidischen Raums als Basis sieht er die Konzepte von Stetigkeit sowie der Gruppe in Geometrie und Topologie als Basis.
Er lehnte das Konzept eines aktual Unendlichen ab und wurde deshalb von den Intuitionisten zu einem ihrer Vorläufer gezählt, auch wenn er den Satz vom ausgeschlossenen Dritten nie in Frage stellte. Er gilt als Vertreter des Konstruktivismus in der Mathematik. Schon vor seiner intensiveren Beschäftigung mit Philosophie der Mathematik in seinem letzten Lebensjahrzehnt interessierte er sich früh für die Arbeiten von Georg Cantor und regte deren Übersetzung ins Französische an (er verwendete dessen Resultate auch in seiner Abhandlung über Kleinsche Gruppen von 1884). Auch das Buch über die Axiomatisierung der Geometrie von David Hilbert, das 1899 erschien, rezensierte er 1902 positiv. Die Grundlagenkrise der Mathematik, die sich mit Russells Paradox eröffnete, führte er wie Russell auf Selbstreferenz zurück (Russell führte zu dessen Lösung seine Typentheorie ein) und unterschied zu deren Lösung prädikative und imprädikative Aussagen (wie die im Paradoxon). Er schloss aber nicht alle imprädikativen Aussagen aus, sondern unterschied nach dem Kontext. Probleme bereiten sie nach Poincaré nur, wenn sie für die Konstruktion eines Objekts benutzt werden. Nach ihm gab es zwei Arten von erlaubten nichtkonstruktiven Definitionskontexten: Existenz per a priori Definition (wobei ein bereits existierendes Objekt ausgewählt wird) und Existenz aufgrund mathematischer Intuition – dem intuitiven Konzept des Kontinuums. Zum Beispiel war das imprädikative Konzept der kleinsten oberen Schranke erlaubt, da es durch Mengen oberer Schranken definierbar war auf dieselbe Art, wie auch die reellen Zahlen konstruiert wurden. Wie auch Hermann Weyl später erkannte, wäre nach Poincaré die Einschränkung auf bloß prädikative Aussagen zu restriktiv und für den Aufbau der Mathematik zu umständlich.

#### Konventionalismus
Er schrieb mehrere philosophische Abhandlungen zur Wissenschaftstheorie und begründete dabei eine Form des Konventionalismus. Er lehnte die Trennung in die beiden Extrema Idealismus und Empirismus ab, und es gelang ihm in seiner Philosophie eine Verquickung von geistes- und naturwissenschaftlichen Fragestellungen.
Geprägt vom Fortschrittsparadigma und Optimismus des 19. Jahrhunderts ging Poincaré von einem mathematischen Naturverständnis in Verbindung mit dem Experiment aus. Die Wissenschaft erforscht nicht die letzte Wahrheit, sondern Relationen zwischen realen Objekten, und diese können auf tiefster Ebene mathematisch ausgedrückt werden (zum Beispiel in der Geometrie oder in der Physik in Form von Differentialgleichungen). Die Nützlichkeit der Wissenschaft ist nach ihm ein Hinweis, dass diese Relationen nicht willkürlich gewählt werden, sondern in der Außenwelt, im Experiment, vorgegeben sind. Die bedeutendsten Relationen überstanden im Lauf der Wissenschaftsgeschichte Theoriewechsel und drücken grundlegende Zusammenhänge der Realität aus. Auch eine darwinistische Komponente kommt bei Poincaré hinzu: Die Übereinstimmung von kognitiven Strukturen und Realität ist auch eine Folge der evolutiven Anpassung, die demjenigen Vorteile verschafft, der die Außenwelt am besten abbildet.

#### Wissenschaft und Hypothese
Das Werk gliedert sich in vier Teile.
„Zahl und Größe“ beschäftigt sich zuerst mit der Möglichkeit von Mathematik. Ist Mathematik bloß ein tautologisches Unternehmen, ein System analytischer Urteile, die alle auf Identität zurückführen? Nein, auch der Mathematiker erschließt das Allgemeine aus dem Besonderen. Poincaré stellt die vollständige Induktion, den „rekurrierenden Schluss“ vor. „Die Mathematiker studieren nicht Objekte, sondern Beziehungen zwischen den Objekten…“.
Der Mathematiker konstruiert durch logischen Schluss ein „mathematisches Kontinuum“. Er schafft ein System, das nur durch Widersprüche begrenzt wird. Ausgangspunkt der Konstruktion sind Symbole, die durch Intuition geschaffen werden. Somit steht das mathematische Kontinuum im Gegensatz zum physikalischen Kontinuum, das aus der Sinneserfahrung abgeleitet wird. Damit unterscheidet sich Poincarés Philosophie von der Position Bertrand Russells (Logizismus) und vom David Hilbertschen Formalismus, den Poincaré auch kritisiert.
„Der Raum“ beschäftigt sich mit Geometrie (die er nicht gemeinsam mit Mathematik behandelt wissen will). Geometrie entspringt der Erfahrung fester Gegenstände in der Natur, sie ist aber keine Erfahrungswissenschaft – sie idealisiert diese Körper und vereinfacht damit die Natur. Poincaré stellt verschiedene Geometrie-Axiomensysteme vor, bezeichnet sie als „Sprachen“. Der menschliche Verstand passt sich gewissermaßen der beobachteten Natur an, wir wählen jenes geometrische System, das am „bequemsten“ ist: „unsere Geometrie ist nicht wahr, sondern sie ist vorteilhaft“.
„Die Kraft“ widmet sich zunächst der Mechanik und stellt die Grundfrage, ob ihre Grundprinzipien veränderbar seien – Poincaré stellt die Empirie britischer Tradition der kontinentalen deduktiven Methode gegenüber. Poincaré fordert die Trennung von Hypothesen und bloßen Konventionen: Raum, Zeit, Gleichzeitigkeit und euklidische Geometrie sind nicht absolut, sie sind reine Konventionen – bequeme Sprachen der Beschreibung. Mechanik ist also anthropomorph. Er trägt dazu kurze Begriffsgeschichten zu Masse, Beschleunigung, Kraft und Bewegung vor, verbindet diese und führt uns dazu kurz im Kreis, bevor er mit der Bedeutung von Konvention den Gedankenzirkel entwirrt. Jedoch, durch das Einführen von (praktischen) Übereinkommen, durch Verallgemeinerung geht Objektivität verloren. Wo diese zu weit geht, setzt Poincaré mit Kritik am Nominalismus an. Wie zur Mechanik verdeutlicht er auch anhand der Astronomie und Thermodynamik seine Position.
Der letzte Teil „Die Natur“ beginnt mit seiner Erkenntnistheorie. Poincarés Erkenntnisquelle ist zunächst einzig das Experiment und die Verallgemeinerung. Er erkennt, dass diese nicht frei von Weltanschauung ist und „…man darf daher niemals eine Prüfung von der Hand weisen…“. Die Verallgemeinerung setzt eine Einfachheit der Natur voraus, diese Einfachheit kann jedoch auch nur scheinbar sein. Die Hypothese ist „so oft wie möglich der Verifikation“ zu unterwerfen, wie später – anders begründet – auch Karl R. Popper (Kritischer Rationalismus) sinngemäß formulieren wird. Poincaré unterscheidet drei Arten von Hypothesen: Natürliche, die unmittelbar der Anschauung entspringen, indifferente, die nützliche Voraussetzungen schaffen, ohne das Ergebnis zu beeinflussen, und die wirklichen Verallgemeinerungen. Die Rolle der Mathematik in der Physik begründet Poincaré, ausgehend von der (unterstellten) Homogenität der Natur, aus der Zerlegung der Phänomene in eine große Zahl kleinerer Phänomene (nach Zeit, Raum oder Teilbewegung), deren Überlagerung mit mathematischer Methode beschrieben werden kann. Wie in den anderen Abschnitten verdeutlicht Poincaré seine Position aus der Wissenschaftsgeschichte, hier mit einer Theoriegeschichte zu Licht, Elektrizität und Magnetismus, bis zur „befriedigenden“ Lorentzschen Theorie. Eingearbeitet ist noch ein Kapitel zur Wahrscheinlichkeitstheorie, und wie diese – eine damals in der Physik zunehmend verwendete Methode – (philosophisch betrachtet) möglich ist. Sie wird nach Poincaré da eingesetzt, wo Unwissenheit im Spiel ist: Bei Unwissenheit vom Anfangszustand und Kenntnis vom Naturgesetz zur Zustandsbeschreibung eines Systems, zur Theorienbildung selbst und in der Fehlertheorie. Grundlage ist in jedem Fall der Glaube an eine Stetigkeit der Phänomene. Das Werk schließt damit, die aktuellen Positionen zur Existenz von Materie vorzutragen, den damaligen Theoriestand zu Elektronen und Äther.
Ausführliche Anmerkungen präsentieren dem interessierten Leser das Vorgetragene in tieferer mathematischer Darstellung.

## Auszeichnungen und Ehrungen
- 1884 korrespondierendes, 1892 auswärtiges Mitglied der Mathematisch-Physicalischen Klasse der Akademie der Wissenschaften zu Göttingen
- 1887 Aufnahme in die Académie des sciences. 1906 war er deren Präsident.[51]
- 1892 Ehrenmitglied der London Mathematical Society
- 1894 wurde Poincaré als „Foreign Member“ in die Royal Society aufgenommen, die ihm 1901 die Sylvester-Medaille verlieh[52]
- 1895 Korrespondierendes Mitglied der Russischen Akademie der Wissenschaften in Sankt Petersburg
- 1895 Ehrenmitglied (Honorary Fellow) der Royal Society of Edinburgh[53]
- 1896 Korrespondierendes Mitglied der Preußischen Akademie der Wissenschaften
- 1897 Plenarvortrag auf dem ersten Internationalen Mathematikerkongress (ICM) in Zürich (Sur les rapports de l'analyse pure et de la physique mathématique)
- 1897 Auswärtiges Mitglied der Königlich Niederländischen Akademie der Wissenschaften
- 1898 Mitglied der National Academy of Sciences
- 1900 Goldmedaille der Royal Astronomical Society
- 1901 Mitglied der American Academy of Arts and Sciences
- 1902 Mitglied der Académie royale des Sciences, des Lettres et des Beaux-Arts de Belgique[54]
- 1905 Matteucci-Medaille
- 1908 Aufnahme in die Académie française
- 1908 Plenarvortrag auf dem ICM in Rom (L'avenir des mathématiques)
- 1911 Bruce-Medaille

1928 wurde ihm zu Ehren das Institut Henri Poincaré gegründet. Ebenfalls nach dem Mathematiker benannt ist der seit 1997 alle drei Jahre vergebene Henri-Poincaré-Preis für mathematische Physik und der Mondkrater Poincaré.
Zu Ehren seines Lebenswerkes wurde nach ihm der Asteroid (2021) Poincaré benannt.

## Hauptwerke
- Oeuvre. 11 Bde. Gauthier-Villars, Paris 1916–1954, von der Académie des sciences herausgegeben, Neuauflage bei der Edition Gabay:[55]
  - Band 1: Analyse: Équations différentielles (Hrsg. Paul Appell, Jules Drach), 1928, 1952, Archive.org
  - Band 2: Analyse: Fonctions fuchsienne (Hrsg. Niels Erik Nørlund, Ernest Lebon unter Gesamtleitung von Gaston Darboux, der eine Biographie beisteuerte), 1916, 1952, Archive.org
  - Band 3: Analyse: Équations différentielles. Théorie des fonctions (Hrsg. Jules Drach), 1934, 1965, Archive.org
  - Band 4: Analyse: Théorie des fonctions (Hrsg. Georges Valiron), 1950, Archive.org
  - Band 5: Arithmétique et Algèbre (Hrsg. Albert Châtelet), 1950, Archive.org
  - Band 6: Géométrie: Analysis situs (Hrsg. René Garnier, Jean Leray), 1953, Archive.org
  - Band 7: Mécanique céleste et astronomie: Masses fluides en rotation. Principes de Mécanique analytique. Problème des trois corps (Hrsg. Jacques Lévy), 1952, Archive.org
  - Band 8: Mécanique céleste et astronomie: Mécanique céleste. Astronomie (Hrsg. Pierre Sémirot), 1952, Archive.org
  - Band 9: Physique mathématique (Hrsg. Gérard Petiau, Vorwort Louis de Broglie), 1954, Archive.org
  - Band 10: Physique mathématique (Hrsg. Gérard Petiau, Vorwort Gaston Julia), 1954, Archive.org
  - Band 11: Mémoires divers, Hommages à Henri Poincaré, Livre du Centenaire de la naissance de Henri Poincaré, 1854–1954 (Hrsg. Gérard Petiau unter Leitung von Gaston Julia), 1956
- Les méthodes nouvelles de la mécanique céleste, 3 Bände, Gauthier-Villars, Paris, 1892–1899, Band 1 (Solutions périodiques. Non-existence des intégrales uniformes. Solutions asymptotique), Band 2 (Méthodes de Newcomb, Gylden, Lindstedt et Bohlin), Band 3 (Invariants integraux. Solutions périodiques du deuxième genre. Solutions doublement asymptotiques).
- Wissenschaft und Hypothese. (Original La science et l'hypothèse, Paris 1902), Berlin 1928, Xenomos Verlag, Berlin 2003. ISBN 3-936532-24-9 (Repr.) Archive.org, französisch, Archive.org, deutsche Ausgabe bei Teubner
- Der Wert der Wissenschaft. (Original La valeur de la science, Paris 1905), Leipzig 1921. Xenomos Verlag, Berlin 2003. ISBN 3-936532-23-0 (Repr.), Archive.org, französisch, Archive.org, deutsche Ausgabe bei Teubner
- Wissenschaft und Methode. (Original Science et méthode, Paris 1908), Berlin 1914, Xenomos Verlag, Berlin 2003. ISBN 3-936532-31-1 (Repr.) Archive.org
- Letzte Gedanken. (Original Dernières pensées, Paris, Flammarion 1913, 2. Auflage 1926), Leipzig 1913, Xenomos Verlag, Berlin 2003. ISBN 3-936532-27-3 (Repr.), Archive.org
- Des fondements de la géométrie, Paris, Chiron 1921, Archive
- The Three-Body Problem and the Equations of Dynamics: Poincaré’s Foundational Work on Dynamical Systems Theory (Übersetzer Bruce D. Popp), Springer 2017

## Vorlesungen
- Leçons sur la théorie mathématique de la lumière professées pendant le premier semestre 1887–1888, Carré 1889, Archive
- Électricité et optique, la lumière et les théories électrodynamiques, leçons professées en 1888, 1890 et 1899, Carré et Naud, 1901
- Thermodynamique : leçons professées pendant le premier semestre 1888–1889, Herausgeber J. Blondin, Paris Gauthier-Villars 1908, Nachdruck Jacques Gabay 1995, Archive
- Capillarité : Leçons professées pendant le deuxième semestre 1888–1889, Paris, Carré 1895, Archive
- Leçons sur la théorie de l'élasticité, Carré 1892, Archive
- Théorie mathématique de la lumière II : nouvelles études sur la diffraction. Théorie de la dispersion de Helmholtz : Leçons professées pendant le premier semestre 1891–1892, Carré 1892, Archive
- Théorie des tourbillons, leçons professées pendant le deuxième semestre 1891–1892, Carré et Naud 1893, Archive
- Les oscillations électriques, leçons professées pendant le premier trimestre 1892–1893, Carré et Naud 1900, Archive
- Théorie analytique de la propagation de la chaleur, leçons professées pendant le premier semestre 1893–1894, Carré 1895, Archive
- Calcul des probabilités, leçons professées pendant le deuxième semestre 1893–1894, Carré et Naud 1896, Gauthier-Villars 1912 Archive
- Théorie du potentiel newtonien, leçons professées pendant le premier semestre 1894–1895, Carré et Naud 1899, Archive
- Figures d'équilibre d'une masse fluide ; leçons professées à la Sorbonne en 1900, Paris: Gauthier-Villars 1902, Archive
- Leçons sur les hypothèses cosmogoniques, Paris: Hermann 1911, Archive
- Cours d'astronomie générale : École polytechnique 1906–1907, École polytechnique (Paris), 1907
- Leçons de mécanique céleste, Gauthier-Villars 1905, 3 Bände (Band 1, Band 2, Band 3)
- Sechs Vorträge aus der Reinen Mathematik und mathematischen Physik, Teubner 1910 (gehalten auf Einladung der Wolfskehl-Kommission in Göttingen, 22. – 28. April 1909), Archive.org, Projekt Gutenberg